# Hermann II. (Ravensberg)
Hermann II. von Ravensberg († 22. April 1221) war ab 1170 Graf von Ravensberg.
Er war ein Sohn des Grafen Otto I. von Ravensberg und der Oda. Hermann II. ging zu den Gegnern Heinrichs des Löwen über und geriet damit besonders gegen Lippe. 1198 stand er im Thronkrieg als einziger westfälischer Graf fest zu den Staufern. Um 1215 gewann er das Amt Vlotho vom Erzbischof von Köln dazu. Er (oder Otto I.?) gründete das Kloster Flaesheim. Um 1214 machte er Bielefeld zur Stadt. Er setzte die verheerenden Fehden gegen Tecklenburg fort, erlitt 1202 eine schwere Niederlage und verlor dadurch viele bischöfliche Lehen und Rechte.

## Ehe und Kinder
In erster Ehe heiratete er Jutta von Thüringen, urkundlich 1200, († 2. April (12..)), Tochter des Landgrafen Ludwig II. In zweiter Ehe heiratete er Adelheid N.N. († nach 1221). Sie hatten folgende Nachkommen:
- [I] Otto II. († 1. April 1244), Graf zu Vlotho und Vechta
- [I] Hermann, urkundlich 1200 bis 1217, Domherr zu Münster
- [I] Ludwig († 15. Januar 1249)
- Gottfried, Propst von Köln, († um 1259) [nicht in Schwennicke: Europäische Stammtafeln]